# Liste der Bodendenkmale in Vechelde
In der Liste der Bodendenkmale in Vechelde sind die Bodendenkmale der niedersächsischen Gemeinde Vechelde aufgeführt. Die Quelle ist der Denkmalatlas Niedersachsen.
- Bitte beachten Sie, dass diese Liste keinen Anspruch auf Vollständigkeit erhebt.
- Die Angaben ersetzen nicht die rechtsverbindliche Auskunft der zuständigen Denkmalschutzbehörde.
- Es sind nur Daten aus dem Denkmalatlas verarbeitet.
- Der Stand der Liste ist der 10. April 2025.

Vechelde im Landkreis Peine

## Allgemein
In den Spalten finden sich folgende Informationen des Bodendenkmales:
| Lage         | geographische Koordinaten                                                           |
| Bezeichnung  | Bezeichnung lt. Denkmalatlas                                                        |
| Beschreibung | Beschreibung lt. Denkmalatlas                                                       |
| ID           | Objekt-ID                                                                           |
| Bild         | Bild, ggf. zusätzlich mit Link zu weiteren Fotos im Medienarchiv Wikimedia Commons. |

## Fürstenau
| Lage                        | Bezeichnung            | Beschreibung | ID       | Bild |
| --------------------------- | ---------------------- | --- | -------- | ---- |
| 52° 18′ 3″ N, 10° 19′ 55″ O | Fürstenau 1, Haßlerhof | Unregelmäßig-ovale Fläche, von Graben umgeben; Zugang im OSO und NO. Dm. der gesamten Anlage 160 × 130 m. Innenfläche zum umgebenden Gelände leicht erhöht, besonders nach NW. Grabenbr. bis ca. 15 m; T. bis 2 m, im SW noch wasserführend, sonst meist verwachsen. Im südl. Bereich Gedenkstein „Capelle Fürstenau“ 1390 – 1890. Erhalten ist nach Umwandlung in ein Gutsschloss im frühen 18. Jh. und vollständigem Abriss im 19. Jh. nur noch der breite Ringgraben ohne Wall. Dieser könnte möglicherweise zur Nutzungszeit des Schlosses verändert, sprich reguliert worden sein. 1318 Ersterwähnung eines herzoglichen Hofes und des Dorfes „Haslere“. Vermutlich befestigter Hof und Grenzstützpunkt der Braunschweiger Herzöge gegen das Bistum Hildesheim an der Passierstelle des „Alten Bierwegs“. Errichtung der Burg wohl erst nach der 1235 erfolgten Gründung des Herzogtums Braunschweig. | 28952509 |      |